# Panarabské barvy
Panarabské barvy jsou barvy, které jsou vnímány jako symbol Arabů. Předpona pan- (řecky πᾶν, pan) znamená vše, všechno, zapojení všech členů skupiny. Jsou to černá, bílá, zelená a červená. Každá ze čtyř panarabských barev má reprezentovat určitou historickou arabskou dynastii či éru. Černá byla dynastická barva Abbásovců, bílá Umajjovců, zelená Fátimovců a červená Hášimovců. Čtyři barvy také odkazují na verše iráckého básníka Safi al-Din al-Hilliho ze 14. století: „Bílé jsou naše činy, černé naše bitvy, zelená naše pole a červené naše meče“.

## Dynastické vlajky

Hášimovci
Umajjovci
Abbásovci
Fátimovci

## Vlajky států s panarabskými barvami
Přehled vlajek současných států (i bez plného uznání) s panarabskými barvami.

Egyptská vlajka
Irácká vlajka
Jemenská vlajka
Jordánská vlajka
Kuvajtská vlajka
Palestinská vlajka
Vlajka Saharské arabské demokratické republiky
Vlajka Somalilandu
Vlajka Spojených arabských emirátů
Súdánská vlajka
Syrská vlajka

## Historické vlajky s panarabskými barvami

Hidžázské království (1917–1920)
Správa OET (1918–1920)
Sýrie (1920)
Hidžáz (1926–1932) v rámci Království Hidžázu a Nadždu
Jordánsko (1921–1928)
Egyptská vlajka (1953–1958) Poměr stran: 2:3
Jihojemenská vlajka (1967–1990) Poměr stran: 2:3
Severojemenská vlajka (1962) Poměr stran: 2:3
Severojemenská vlajka (1962–1990) Poměr stran: 2:3
Irácká vlajka (1924–1959) Poměr stran: 1:2
Irácká vlajka (1959–1963) Poměr stran: 1:2
Irácká vlajka (1963–1991) Poměr stran: 2:3
Irácká vlajka (1991–2004) Poměr stran: 2:3
Irácká vlajka (2004–2008) Poměr stran: 2:3
Dolní Jafa
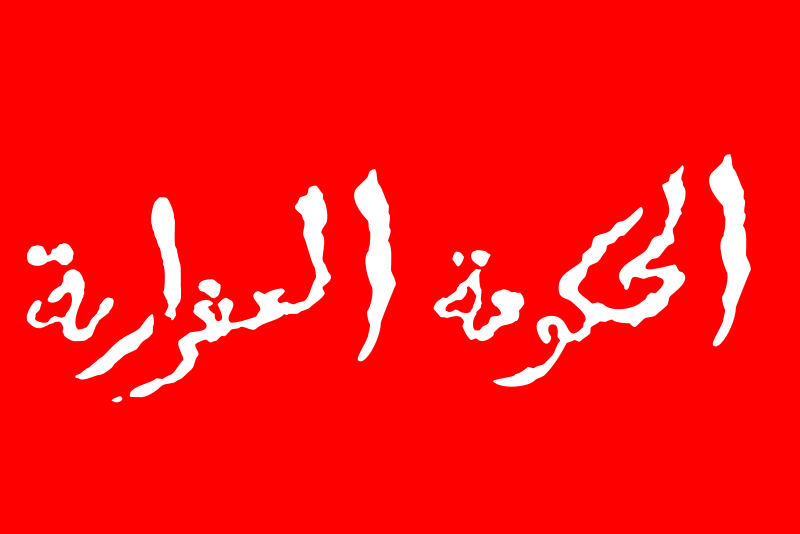
Mahra (18. stol.)
Mahra

## Hnutí

Klub arabské literatury (1909-1915)
Vlajka lidové fronty za osvobození Ománu (1974-1992)
Vlajka používaná separatistickými organizacemi National Council of Ahwaz a National Liberation Movement of Ahwaz v Chúzistánu, Írán
Chúzistánští separatisté
Vlajka syrské vlády spásy